# Stephen Fry
Stephen John Fry (Hampstead, Londres, 24 de agosto de 1957) é um ator, roteirista, apresentador de televisão, cineasta e comediante britânico. Fry trabalhou em vários papéis com Hugh Laurie (famoso pelo personagem-título da série Dr. House) e Rowan Atkinson (o eterno Mr. Bean). Ele chamou a atenção da mídia pela primeira vez na apresentação de The Cellar Tapes, no Cambridge Footlights Revue, em 1982, que também incluiu Hugh Laurie, Emma Thompson e Tony Slattery.
Como ator, Fry desempenhou o papel principal no filme Wilde e o apresentador de talk-show Gordon Deitrich em V For Vendetta. Ele também apresentou uma série de televisão Stephen Fry in America, na qual ele viajou por todos os 50 Estados americanos em seis episódios. Fry tornou-se conhecido do público americano por seu papel recorrente como Dr. Gordon Wyatt na série Bones, da FOX. Na televisão britânica, ele apresenta o programa QI, pela BBC.
Se tornou ainda conhecido nos Estados Unidos por emprestar sua voz ao desenho animado Pocoyo, com temática voltada para crianças em idade pré-escolar. No Brasil, foi homenageado pelo cantor e compositor Zeca Baleiro, que compôs a canção "Stephen Fry" em 1995, que foi lançada dois anos depois no álbum Por Onde Andará Stephen Fry?. Zeca Baleiro deu este nome ao álbum após ler uma notícia publicada no jornal Folha de S.Paulo, em fevereiro de 1995, sobre o suposto desaparecimento de Stephen Fry, depois de uma crítica negativa à sua atuação numa peça de teatro, em Londres.
Além de seu trabalho na televisão, Fry contribui com colunas e artigos para jornais e revistas, e já escreveu quatro romances e uma autobiografia. Ele também aparece com freqüência em BBC Radio 4. Fry tem sido descrito como um 'tesouro nacional', um 'fenômeno' e 'um epítome do Homem da Renascença'. [carece de fontes]

## Primeiros anos e educação
Stephen Fry nasceu em Hampstead, Londres, em 24 de agosto de 1957, filho de Marianne Eve Fry e de Alan John Fry, um médico e inventor. A mãe de Stephen é judia, mas ele não foi educado numa família religiosa. Os seus avós maternos, Martin e Rosa Neumann eram judeus húngaros que emigraram de Šurany (atualmente na Eslováquia) para o Reino Unido em 1927. Os pais de Rosa Neumann, que viviam em Viena, foram enviados para um campo de concentração na Letónia onde foram assassinados pelos nazis. A tia e os primos da sua mãe foram enviados para Auschwitz e Stutthof e nunca mais foram vistos.
Stephen cresceu na aldeia de Booton, perto de Reepham, Norfolk. Tem um irmão mais velho, Roger, e uma irmã mais nova, Joanna. Stephen frequentou a escola primária Cawston Primary School em Cawston, Norfolk, antes de se mudar para a Stouts Hill Preparatory School, em Uley, Gloucestershire, aos sete anos de idade. Depois, frequentou a Uppingham School em Rutland, onde o descreveram como um 'génio quase asmático'. Stephen foi expulso da Uppingham quando tinha quinze anos e também da escola seguinte que frequentou, Paston School.
Aos 17 anos, depois de sair da Norfolk College of Arts and Technology, Stephen fugiu de casa com um cartão de crédito que tinha roubado de um amigo da família. Ele tinha pegado o casaco desse amigo ao sair de um pub com a intenção de dormir na rua, mas descobriu o cartão no bolso. Foi detido em Swindon e passou três meses na prisão de Pucklechurch. Enquanto esteve preso, a sua mãe recortou todas as palavras cruzadas do jornal The Times e levou para ele, o que Stephen descreveu como "um gesto maravilhoso de bondade". Mais tarde afirmou que essas palavras cruzadas foram a única coisa que o ajudou a aguentar o tempo que passou preso.
Depois de sair da prisão, Stephen terminou o ensino secundário (ensino médio no Brasil) na City College, Norwich, prometendo aos administradores que iria estudar de forma rigorosa para ter acesso aos exames de admissão da Universidade de Cambridge. As boas notas de Stephen nos exames permitiram-lhe ter acesso a uma bolsa de estudos e ele foi estudar para a Queens' College da Universidade de Cambridge. Na universidade juntou-se ao Footlights, participou no University Challenge (um programa de cultura geral onde participam universitários) e concluiu um curso de Literatura Inglesa. Foi também na universidade que Stephen conheceu o seu futuro colega de vários programas de comédia, Hugh Laurie.

## Carreira

### Ator

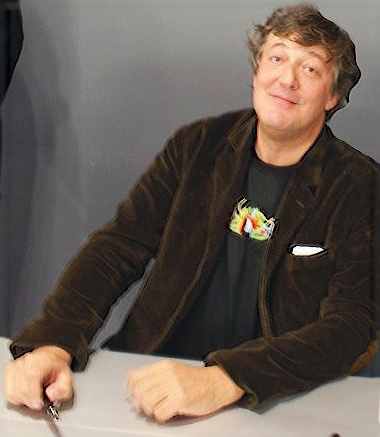
Stephen Fry em 2009

A carreira de Stephen Fry começou em 1982 com a transmissão de The Cellar Tapes, uma adaptação para a televisão em cinco partes da revista homónima da trupe Footlights escrita por Fry, Hugh Laurie, Emma Thompson e Tony Slattery. Esse trabalho chamou a atenção da companhia de produção Granada Television que, com ânsia de reproduzir o sucesso do programa de comédia Not the Nine O'Clock News da BBC, contratou o grupo. A série teve sucesso e teve mais duas temporadas, transmitidas em 1983 e 1984, ajudando a estabelecer a reputação de Fry e Laurie como uma dupla de comédia. Em 1983, a BBC ofereceu a Fry, Laurie e Thompson o seu próprio programa, que viria a ser The Crystal Cube, uma mistura de ficção científica e paródia de documentários, que foi cancelado depois da transmissão do primeiro episódio.
A BBC acabou por perdoar o falhanço de The Crystal Cube e encomendou uma série de sketches de Stephen Fry e Hugh Laurie que viria a tornar-se A Bit of Fry & Laurie. A série teve quatro temporadas, transmitidas entre 1986 e 1995 e teve bastante sucesso. Nesta altura, Stephen Fry também participou da segunda temporada da série de comédia protagonizada por Rowan Atkinson, Blackadder, no papel de Lord Melchett,  e teve uma pequena participação na terceira temporada no papel de Duque de Wellington. Na quarta temporada, Blackadder Goes Forth, Stephen foi um dos protagonistas no papel de General Melchett. Em 1988, num especial de Natal intitulado Blackadder's Christmas Carol, Stephen interpretou os papéis de Lord Melchett e de Lord Frondo.
Em 1985, estreou-se no cinema com um papel dramático no filme The Good Father, protagonizado por Anthony Hopkins. Em 1988, teve uma pequena participação no filme A Fish Called Wanda, escrito e protagonizado por John Cleese. Em 1992, participou na comédia dramática Peter's Friends, realizada por Kenneth Branagh e na comédia romântica I.Q., interpretou o papel de James Moreland.
A sua interpretação de Oscar Wilde (que Stephen Fry admira desde os 13 anos) no filme de 1997, Wilde, recebeu bastantes elogios da crítica e foi um papel que Fry afirmou ter nascido para interpretar. O seu trabalho valeu-lhe uma nomeação para os Globos de Ouro na categoria de Melhor Ator Dramático. No ano seguinte, Stephen protagonizou o filme independente The Tichborne Claimant, de David Yates e, em 2001, interpretou o papel do detetive Robert Alman no drama de época Gosford Park, pelo qual foi nomeado, em conjunto com todo o elenco, para os Screen Actor's Guild Awards na categoria de Melhor Elenco num Filme Dramático.
Desde então, Stephen Fry tem feito participações esporádicas em filmes, das quais se destacam o seu papel de Maurice Woodruff no biopic The Life and Death of Peter Sellers (2004); Deitrich, um apresentador de TV homossexual que desafia o Estado fascista na adaptação ao cinema de V for Vendetta (2005); fez ele próprio na comédia St. Trinian's (2007); fez a dublagem do Gato Cheshire em ambas as adaptações live action da Disney de Alice no País das Maravilhas; fez o papel do irmão de Sherlock Holmes, Mycroft Holmes, no filme Sherlock Holmes: A Game of Shadows (2011) e interpretou o papel de Master of Lake Town em dois dos filmes da saga The Hobbit de Peter Jackson:  The Desolation of Smaug e The Battle of the Five Armies. Em 2016, interpretou o papel de Mr. Johnson em Love and Friendship, uma adaptação ao cinema do livro Lady Susan de Jane Austen, publicado postumamente.
Na televisão, protagonizou as comédias Absolute Power (2003), uma adaptação de uma série transmitida pela estação de rádio BBC Radio 4 desde 2000, sobre uma empresa fictícia de relações públicas que trabalha para o Governo; e Kingdom (2007-2009) sobre uma firma de advogados numa pequena vila de Norfolk. O ator interpretou o papel recorrente de Dr. Gordon Wyatt na série norte-americana Bones entre 2007 e 2017 e o papel mais dramático de Primeiro-Ministro Alastair Davies na minissérie 24: Live Another Day, transmitida em 2014.
O ator teve participações especiais em episódios de séries como Fortysomething, Extras, American Dad! e Veep.

### Narração
Stephen Fry é famoso por ter gravado todos os livros da saga Harry Potter em formato de audiobook. Gravou ainda The Hitchhiker's Guide to the Galaxy de Douglas Adams, na altura em que a versão para o cinema (que Fry também narra) foi lançada. Foi ele que leu as versões áudio dos seus próprios livros e ainda livros áudio de Roald Dahl, Michael Bond, A. A. Milne, Anthony Buckeridge, Eleanor Updale, e Alexander Pushkin.
Em fevereiro de 2017, Stephen Fry gravou as versões em áudio de todos os livros da saga Sherlock Holmes para o audiobook Sherlock Holmes: The Definitive Collection.
Em 2008 participou da narração do jogo de videogame LittleBigPlanet, da MediaMolecule, e em 2014 voltou a trabalhar com Hugh Laurie em LittleBigPlanet 3,

### Apresentador e programas documentais
Stephen Fry apresentou, durante 12 anos o programa de cultura geral Q.I. (Quite Interesting), transmitido pela BBC Four, pelo qual venceu o prémio Rose d'Or de Melhor Apresentador de Concurso. Também durante 12 anos, foi o anfitrião dos prémios BAFTA.
O primeiro documentário de Stephen Fry foi Stephen Fry: The Secret Life of the Manic Depressive em 2006. O documentário venceu um prémio Emmy. No mesmo ano, participou da série de genealogia da BBC, Who do You Think You Are? para investigar a sua ascendência judaica. Fry narrou a série documental The Story of Light Entertainment, que foi transmitida entre julho e setembro de 2006. Em 2007, apresentou um documentário sobre o HIV e a SIDA (AIDS no Brasil), HIV and Me.
A sua série de viagens, Stephen Fry in America começou a ser transmitida na BBC One em outubro de 2008, quando viajou por todos os 50 estados dos Estados Unidos. Em novembro de 2012, estreou o programa Gadget Man, que apresentou durante uma temporada. O programa explora a utilidade de vários gadgets em diferentes situações do dia a dia para melhorar a qualidade de vida das pessoas. Em 2013, apresentou Stephen Fry: Out There, um documentário em duas partes, onde explora as atitudes em relação à homossexualidade e às vidas de pessoas homossexuais, em várias partes do mundo.

### Literatura
Desde a publicação do seu primeiro romance, The Liar (1991), já escreveu quatro outros romances, vários livros não ficção e três volumes da sua autobiografia. Os seus romances incluem: The Hippopotamus (1994), sobre Edward Wallace e a sua estadia com o seu velho amigo, Lord Logan na sua casa de campo em Norfolk. O livro foi adaptado ao cinema em 2017;  Making History (1996) passa-se em parte num universo alternativo onde o pai de Adolf Hitler se torna infértil e o seu substituto prova ser um Führer muito mais eficaz, que venceu o prémio Sidewise de História Alternativa; e The Stars' Tennis Balls (2000) é uma reimaginação moderna do romance O Conde de Monte Cristo.

## Vida pessoal

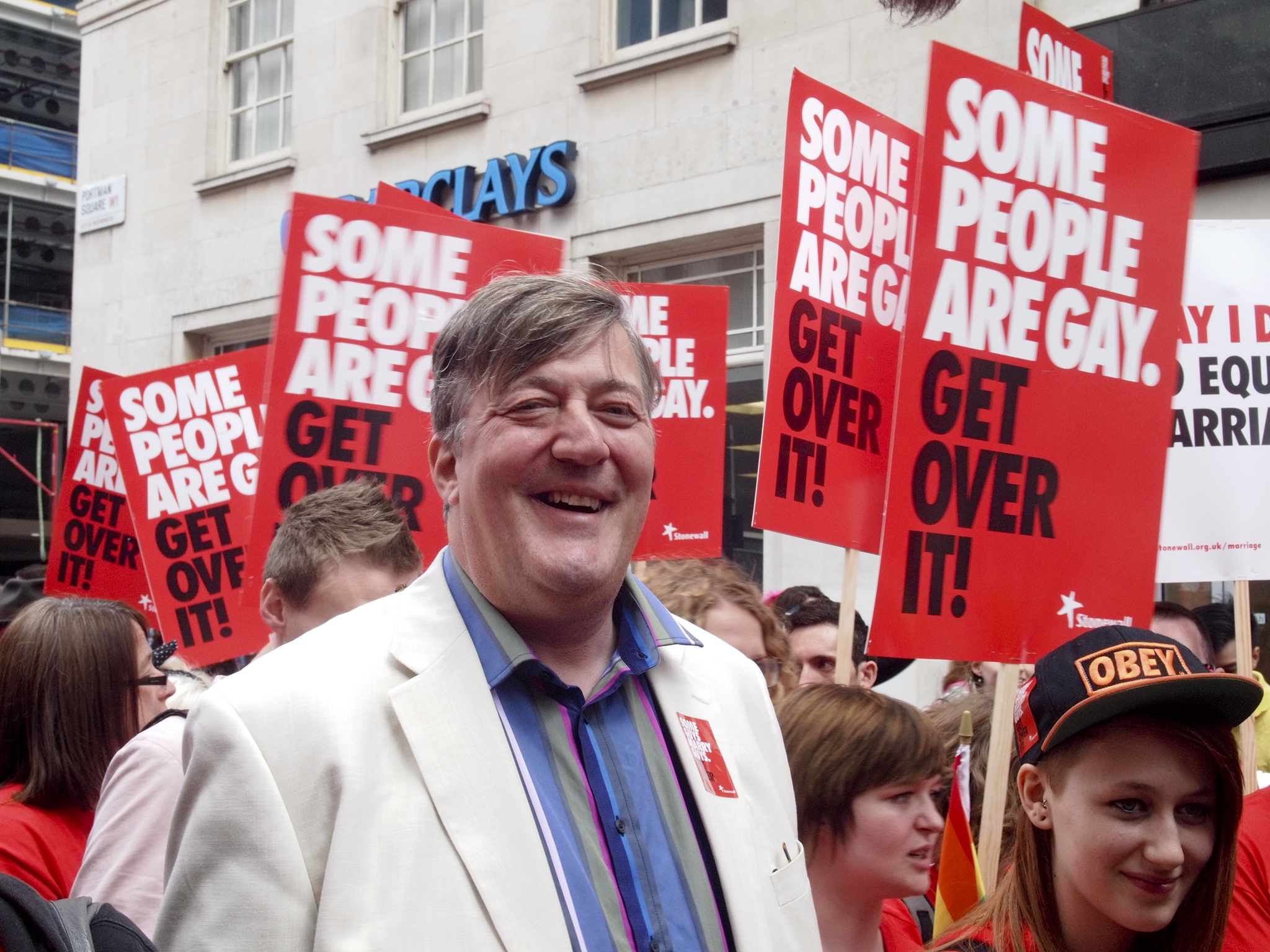
Stephen Fry na marcha London's WorldPride em julho de 2012.

Stephen Fry é homossexual e é casado com o comediante Elliot Spencer desde 2015. Anteriormente teve uma relação de 12 anos com o ator Daniel Cohen. Numa entrevista, quando lhe perguntaram quando se tinha apercebido da sua orientação sexual, Fry respondeu: "Penso que tudo começou quando saí do ventre. Olhei para cima para a minha mãe e pensei: 'É a última vez que entro numa coisa daquelas'". Em 2016, Stephen Fry ficou em segundo lugar da lista World Pride Power.
É amigo de longa data, Hugh Laurie, que conheceu quando era estudante na Universidade de Cambridge e com quem colaborou em vários projetos, além de ter sido padrinho no seu casamento e é padrinho de todos os seus filhos. É também amigo do príncipe Carlos, em virtude do trabalho que desenvolve para a instituição de caridade Prince's Trust,  e esteve presente no seu casamento com Camilla Parker Bowles, em 2005.
Fry é bipolar e fala frequentemente da sua experiência com a doença. Em 2006, protagonizou o documentário Stephen Fry: The Secret Life of the Manic Depressive, onde explora a doença e entrevista personalidades conhecidas do grande público que também sofrem deste transtorno, incluindo Robbie Williams, Carrie Fisher, Richard Dreyfuss e Tony Slattery. Fry admitiu em várias entrevistas ter tentado o suicídio em várias ocasiões, sendo a mais recente em 2012. Em 1995, quando estava a trabalhar numa peça, Fry teve um colapso mental e fugiu do teatro. O ator esteve desaparecido durante vários dias, enquanto viajava pela Europa.
Em 2018, Stephen Fry revelou que lhe foi diagnosticado um cancro na próstata, mas que não corria risco de vida, uma vez que a doença foi detectada cedo, e uma operação para retirar aquele órgão e mais 11 nódulos adjacentes, foi um sucesso.
A nível político, Stephen Fry apoia o Partido Trabalhista. Está envolvido em várias campanhas e organizações de cariz político, incluindo a organização Jews for Justice for Palestinians, que faz campanhas a favor dos direitos da Palestina. Assinou ainda uma carta aberta, dirigida ao Primeiro-Ministro David Cameron, que pedia o boicote aos Jogos Olímpicos de Inverno em Sochi, em virtude de preocupações com a política de perseguição a pessoas da comunidade LGBT na Rússia.
Declara-se ateu e humanista e critica frequentemente a religião organizada. Numa entrevista em 2015, quando lhe perguntaram o que diria a Deus se alguma vez o conhecesse, respondeu: "Crianças com cancro nos ossos, qual é a ideia? Como se atreve? Como se atreve a criar um mundo onde existe tanta miséria que não é culpa nossa? É profundamente perverso. Porque haveria de respeitar um Deus caprichoso, com uma mentalidade maldosa e estúpido que cria um mundo tão cheio de injustiça e dor?". O ator participa frequentemente em debates sobre a religião e foi amigo do falecido e também famoso ateu Christopher Hitchens.

## Livros
- Fry, Stephen; Laurie, Hugh (1990). A Bit of Fry and Laurie. [S.l.]: Mandarin. ISBN 9780749307059
- Fry, Stephen (1993). The Liar. [S.l.]: Soho. ISBN 9780939149827
- Fry, Stephen (1994). The Hippopotamus. [S.l.]: Soho Press. ISBN 9781569470541
- Fry, Stephen (1997). Making History. [S.l.]: Arrow. ISBN 9780099464815
- Fry, Stephen (2000). Moab Is My Washpot: an autobiography. [S.l.]: Soho Press. ISBN 9781569472026
- Fry, Stephen (2000). The Stars' Tennis Balls. [S.l.]: Hutchinson. ISBN 9780091801519
- Fry, Stephen (2003). Revenge: A Novel reprint ed. [S.l.]: Random House. ISBN 9780812968194
- Fry, Stephen (2005). The Ode Less Travelled: Unlocking the Poet Within. [S.l.]: Hutchinson. ISBN 9780091796617
- Lloyd, John; Fry, Stephen; Mitchinson, John (2006).  John Mitchinson, ed. The Book of General Ignorance. [S.l.]: Faber and Faber. ISBN 9780571233687
- Carwardine, Mark; Fry, Stephen (2009). Last Chance to See. [S.l.]: HarperCollins Publishers Limited. ISBN 9780007290727